# 国际相对论天体物理中心
国际相对论天体物理中心（International Center for Relativistic Astrophysics, 简称ICRA） 是一个国际性的研究机构，专注于相对论天体物理学及其相关领域的研究。该中心位于意大利罗马，由七所大学和四个研究组织共同组成。

ICRA于1985年由Remo Ruffini (罗马大学) 、Riccardo Giacconi (2002年物理学诺贝尔奖得主)、Abdus Salam （1979年物理学诺贝尔奖得主）联合华盛顿大学、梵蒂冈天文台、斯坦福大学和中国科学技术大学共同创立。 它在1991年通过了教育、大学和研究部的部长令22/11/1991，成为了一个合法实体。 

今日物理学
国际相对论天体物理学中心位于罗马大学主校区的物理系大楼内。

2005 年，国际相对论天体物理中心成为国际相对论天体物理中心网络（ICRANet）的创建者之一。意大利国内的研究和教学活动仍由位于罗马的 ICRA 负责，而国际活动和协调则由位于佩斯卡拉的 ICRANet 负责。

## 组织结构
主席：王瑜

前主席：Remo Ruffini

ICRA理事会：
- Paolo De Bernardis，罗马大学
- Francis Everitt，斯坦福大学
- Josè Gabriel Funes，梵蒂冈天文台
- Remo Ruffini，国际相对论天体物理中心网络
- Robert Williams，太空望远镜研究所

## 成员代表
- 斯坦福大学 - 美国

成员: Prof. Francis Everitt
成员: Prof. Vahe’ Petrosian
- 中国科学技术大学（USTC） - 中国

成员: Prof. Xinhe Bao, 校长
成员: Prof. Yifu Cai
成员: Prof. Yefei Yuan
- 世界科学院 - 意大利

成员: Prof. Mohamed Hassan,  院长
成员: Romain Murenzi, 执行院长
- 梵蒂冈天文台 - 梵蒂冈

成员: Prof. Guy J. Consolmagno, S.J., 台长
- 太空望远镜研究所  - 美国

成员: Prof. Bob Williams
- 国际理论物理中心（ICTP）-- 意大利

成员: Prof. Atish Dabholkar, 院长
- 华盛顿大学 - 美国

成员: Prof. Paul Boynton
- 生物医学大学 - 意大利

成员: Prof. Eugenio Guglielmelli, 校长
成员: Prof.ssa Simonetta Filippi
- 因苏布里亚大学 - 意大利

成员: Prof. Angelo Tagliabue, 校长
成员: Prof. Aldo Treves
成员: Prof. Francesco Haardt
- 乌迪内大学 - 意大利

成员: Prof. Roberto Pinton, 校长
成员: Prof. Stefano Ansoldi
- 意大利教育和荣誉部

成员: Dott. Vincenzo Di Felice, 协调、促进和加强研究部总干事

## 国际合作
国际相对论天体物理中心与世界各地的科研机构签署了合作协议，特别是：
- 澳大利亚国际引力研究中心（AIGRC），澳大利亚
- 宇宙结构和演化天体物理研究中心（ARSEC），韩国
- 中国北京天文台（BAO），中国
- 智利圣地亚哥科学研究中心（CECS），智利
- 哥伦比亚国立大学，哥伦比亚
- 高等科学研究所（IHES），法国
- 吉尔吉斯斯坦国立大学（KSNU），吉尔吉斯斯坦
- 俄罗斯凯尔迪什应用数学研究所（IPM），俄罗斯
- 莫斯科国立工程物理研究所（MEPhI），俄罗斯
- 国家科学技术中心（NCST），越南
- 法国蔚蓝海岸天文台（OCA），法国
- 平壤天文台（PAO），朝鲜
- 地拉那大学，阿尔巴尼亚
- 汤川理论物理研究所（YITP），日本
- 亚利桑那大学物理系（UADP），美国

## 国际相对论天体物理学博士项目
自 2002 年起，ICRA共同组织了一个国际相对论天体物理学博士项目--国际相对论天体物理学博士项目(International Relativistic Astrophysics Ph.D. Program, 简称IRAP)。
IRAP 博士项目授予参与机构联合博士学位。该计划的核心是国际联盟。它汇集了其成员的专业知识，以培养相对论天体物理学领域以及广义相对论、宇宙学和量子场论等相关领域的科学家。该计划的目标之一是流动性：每个被 IRAP 博士录取的学生都是联盟成员之一的团队成员，每年都会访问其他中心，以了解其他领域的发展情况。在 IRAP 博士项目中，学生将系统地接受研究以及科学项目管理的训练。

## 会议
Marcel Grossmann meetings (简称MG，始于1975年) - 欧洲最大天体物理学会议
编写广义相对论的方程无疑是基于Einstein辉煌的物理直觉，从数学角度来看，这是基于帕多瓦大学和罗马大学的Gregorio Ricci Curbastro和Tullio Levi Civita的工作。对于这项工作至关重要的是苏黎世大学的Marcel Grossmann，他与Einstein关系密切，对意大利几何学派有深入的了解。为了促进物理学和数学之间的重要合作，并庆祝这一历史事件，Remo Ruffini和Abdus Salam于1975年设立了MG会议，探讨广义相对论、引力和相对论场论的最新理论和实验发展，每三年在不同的国家召开，上千人参加，截止2023年已举办16届会议。
Italian-Korean Meetings on Relativistic Astrophysics (始于1987年) - 与韩国合作的会议
意大利-韩国相对论天体物理学会议是自1987年起在意大利和韩国交替举办的双年会议。它已经促进了意大利和韩国天体物理学家之间的信息交流和合作，在相对论天体物理学领域探讨新问题和热门问题。该研讨会涵盖了天体物理学和宇宙学的主题，例如伽玛射线暴和致密恒星，高能宇宙射线，暗能量和暗物质，广义相对论，黑洞，以及与宇宙学相关的新物理学。 
William Fairbank Meetings on Relativistic Gravitational Experiments in Space (始于1990年) - 与美国合作的会议
第一届William Fairbank关于宇宙中的相对论性重力实验的会议于1990年在罗马大学召开，并得到了ICRA、ASI (意大利航天局)、ESA (欧洲航天局)、梵蒂冈天文台、斯坦福大学和罗马大学的支持。近80名物理学家和工程师参加了这次会议，会议的特点是自由的技术交流，以纪念该会议的名字来源William Fairbank。
 The Galileo-Xu Guangqi meetings (始于2009年) - 与中国合作的会议
伽利略-徐光启会议 是为了纪念伽利略和徐光启而设立的，徐光启是Matteo Ricci (利玛窦)的合作者，他为中国引入了欧几里得和伽利略的作品，对中国的现代化和科学发展做出了重要贡献。第一届伽利略-徐光启会议于2009年在中国上海召开，第二届会议于2010年在意大利文蒂米利亚的Hanbury植物园和法国尼斯的Villa Ratti举行。第三届和第四届伽利略-徐光启会议分别于2011年和2015年在北京召开。新一届会议正在组织筹备中，将在中国与引力年会一起召开。

### ICRA网络研讨会
INW I: LXV of R. Giacconi, Rome and Castelgandolfo, 1997年10月24-26日
INW II: The Chaotic Universe, Rome and Pescara, 1999年2月1-5日
INW III: Electrodynamics and Magnetohydrodynamics around Black Holes, Rome and Pescara, 1999年7月12-24日
INW IV: Science at new Millennium, UWA, 2000年3月10-14日
INW VI: Time structures in Relativistic Astrophysics, Pescara, 2001年7月2-14日
INW VIII: Step and General Relativity, Pescara, 2002年9月16-21日
INW IX: Fermi and Astrophysics, Rome and Pescara, 2001年10月3-7日
INW X: Black Holes, Gravitational Waves and Cosmology, Rome and Pescara, 2002年7月15-20日
INW XV: Testing the Equivalence Principle on Ground and in Space, Rome and Pescara, Italy, 2004年9月20-23日

## 出版物
除了会议文集之外，还出版了数部专业书籍：
|  | "Fermi and Astrophysics", Eds. V.G. Gurzadyan and R. Ruffini, SIF, Bologna, 2002                                                                    |
|  | "The Chaotic Universe", Advanced Series in Astrophysics and Cosmology - Vol. 10, Eds. V.G. Gurzadyan and R. Ruffini, World Scientific, 2000         |
|  | "Exploring the Universe", Advanced Series in Astrophysics and Cosmology - Vol. 13, Eds. H. Gursky, R. Ruffini and L. Stella, World Scientific, 2000 |
|  | "Nonlinear gravitodynamics. The Lense-Thirring Effect", Eds. R. Ruffini and C. Sigismondi, World Scientific, 2003                                   |
|  | "Physics and Astrophysics of Neutron Stars and Black Holes", 2nd edition, Eds. R. Giacconi and R. Ruffini, Cambridge Scientific Publishers, 2009    |
|  | "Gravitazione e spazio tempo", Hans C. Ohanian e Remo Ruffini, First Edizione Italiana, 1997                                                        |
|  | "Gravitation and Spacetime", Hans C. Ohanian e Remo Ruffini, Second Edition, 1994                                                                   |
|  | "Gravitation and Spacetime", Hans C. Ohanian e Remo Ruffini, Third Edition, 2013                                                                    |
|  | 《引力与宇宙学》, Hans C. Ohanian e Remo Ruffini, Translation copyright 2001 by ACANET                                                              |

## ICRA和G9历史
罗马大学物理学系的相对论天体物理学小组的历史，始于Remo Ruffini 1978年被任命为该校理论物理教授。

## 颁奖
从1985年开始，每三年都会选出一到两个机构和两到六名科学家个人获得马塞尔-格罗斯曼奖。每位获奖者都将获得由艺术家 A. Pierelli 设计的银质 T. E. S. T. 雕塑。至今得奖的中国科学家包含丘成桐，李政道，杨振宁。    
| 年份 | 获奖者类别 | 获奖者名称                                                                       |
| ---- | ---------- | -------------------------------------------------------------------------------- |
| 2018 | 机构       | Planck Scientific Collaboration (ESA)                                            |
|      | 机构       | Hansen Experimental Physics Laboratory at Stanford University                    |
|      | 个人       | Lyman Page                                                                       |
|      | 个人       | Rashid Alievich Sunyaev                                                          |
|      | 个人       | Shing-Tung Yau                                                                   |
| 2015 | 机构       | European Space Agency (ESA)                                                      |
|      | 个人       | Ken'ichi Nomoto                                                                  |
|      | 个人       | Martin Rees                                                                      |
|      | 个人       | Yakov Sinai                                                                      |
|      | 个人       | Sachiko Tsuruta                                                                  |
|      | 个人       | T. D. Lee                                                                        |
|      | 个人       | C. N. Yang                                                                       |
| 2012 | 机构       | AlbaNova University Center                                                       |
|      | 个人       | David Arnett                                                                     |
|      | 个人       | Vladimir Belinski and Isaak M. Khalatnikov                                       |
|      | 个人       | Filippo Frontera                                                                 |
| 2009 | 机构       | Institut des Hautes Etudes Scientifique (IHES)                                   |
|      | 个人       | Jaan Einasto                                                                     |
|      | 个人       | Christine Jones                                                                  |
|      | 个人       | Michael Kramer                                                                   |
| 2006 | 机构       | Freie Universität Berlin                                                         |
|      | 个人       | Roy Kerr                                                                         |
|      | 个人       | George Coyne                                                                     |
|      | 个人       | Joachim Träumper                                                                 |
| 2003 | 机构       | CBPF (Brazilian Center for Research in Physics)                                  |
|      | 个人       | Yvonne Choquet-Bruhat and James W. York, Jr.                                     |
|      | 个人       | Yuval Ne'eman                                                                    |
| 2000 | 机构       | The Solvay Institutes (Solvay Instituts Internationaux de Physique et de Chimie) |
|      | 个人       | Riccardo Giacconi                                                                |
|      | 个人       | Roger Penrose                                                                    |
|      | 个人       | Cecile DeWitt and Bryce DeWitt                                                   |
| 1997 | 机构       | Hebrew University                                                                |
|      | 个人       | Tullio Regge                                                                     |
|      | 个人       | Francis Everitt                                                                  |
| 1994 | 机构       | Space Telescope Science Institute                                                |
|      | 个人       | Subrahmanyan Chandrasekhar                                                       |
|      | 个人       | Jim Wilson                                                                       |
| 1991 | 机构       | Hiroshima University Research Institute for Theoretical Physics                  |
|      | 个人       | Minoru Oda                                                                       |
|      | 个人       | Stephen Hawking                                                                  |
| 1988 | 机构       | The University of Western Australia                                              |
|      | 个人       | Satio Hayakawa                                                                   |
|      | 个人       | John Archibald Wheeler                                                           |
| 1985 | 机构       | The Vatican Observatory                                                          |
|      | 个人       | William Fairbank                                                                 |
|      | 个人       | Abdus Salam                                                                      |